# Mogpog
Mogpog là một đô thị hạng 1 ở tỉnh Marinduque, Philippines. Theo điều tra dân số năm 2000 của Philipin, đô thị này có dân số 31,330 người trong 6.540 hộ.

## Các đơn vị hành chính
Mogpog được chia ra 37 barangay.
| - Anapog-Sibucao - Argao - Balanacan - Banto - Bintakay - Bocboc - Butansapa - Candahon - Capayang - Danao - Dulong Bayan - Gitnang Bayan - Guisian | - Hinadharan - Hinanggayon - Ino - Janagdong - Lamesa - Laon - Magapua - Malayak - Malusak - Mampaitan - Mangyan-Mababad - Market Site | - Mataas Na Bayan - Mendez - Nangka I - Nangka II - Paye - Pili - Puting Buhangin - Sayao - Silangan - Sumangga - Tarug - Villa Mendez |